# Mangu
Pour les articles homonymes, voir Mangu (homonymie).
Mangu est un rappeur dominico-américain, né en République Dominicaine. Il lance sa carrière musicale en 1993 avec le single La Playa, puis publie son premier album, Mangu en 1998. Mangu chante en anglais et en espagnol.

## Biographie
Mangu est né en République dominicaine et a grandi dans le Bronx, aux États-Unis, avec le merengue et la salsa avant de découvrir le hip-hop. Il est élevé entre ses oncles compositeurs, sa mère chanteuse, et son père fan de Marvin Gaye, Gil-Scott Heron, et de salsa. Il s'installe ensuite à Miami Beach pour se lancer dans l'enregistrement de ce qu'il appelle « fonquette », un style de hip-hop latino mélangé à des éléments modernes de rap (comme A Tribe Called Quest et KRS-One). Il fait les premières parties d'artistes tels que Snap, Redhaed Kingpin, et Third Bass. Il lance sa carrière musicale en 1993 avec le single, La Playa, produit par Joe Galdo, producteur de Miami Sound Machine, Lester Mendez et Cesar Sogbe, qui s'accompagne d'un morceau joué par le pianiste cubain Paquito Hechevarria. 
Son nom de scène Mangu s'inspire du nom d'un plat dominicain à base d'une purée de plantain. Le 10 mars 1998, il publie son premier album, l'éponyme Mangu au label Island Records. L'album mêle reggae, ragga, salsa, rap, jazz et mambo. Il publie ensuite le single Calle Luna Calle Sol issu de l'album, toujours au label Island Records, le 21 avril 1998,. Son premier album le conduit à tourner aux États-Unis mais aussi en Amérique latine et en Europe, puis s'installe à Paris en France. En 1998, il remporte le « prix découverte » de Radio France internationale (RFI).
Il participe régulièrement à la musique d'autres artistes. En 2002, Mangu participe au premier album du groupe éclectique d'électro-jazz Nojazz (album éponyme) sur la chanson Candela. En 2003, il participe au premier album du groupe Stupeflip, sur les chansons L.E.C.R.O.U. et Annexion de la Région Sud. En 2013, sur le titre Cumbia Gitana de Rona Hartner sur son album de musique électro-Balkans Gypsy Therapy.

## Discographie
- 1998 : Mangu (Island Records)
- 2003 : Mi familia (Naïve)

Il apparait également sur les morceaux L.E.C.R.O.U. et Annexion de la Région Sud de Stupeflip en coopération avec le groupe français du même nom.

## Récompenses
- Prix de la découverte RFI pour Mangu en 1998[1]